# Hilberts tjugoförsta problem
Hilberts tjugoförsta problem är ett av Hilberts 23 problem. Det formulerades år 1900 och handlar om att bevisa existensen av linjära differentialekvationer med en specificerad monodromigrupp.
Problemet är löst. Existensen av sådana grupper beror på problemets formulering.